# 佐々友房

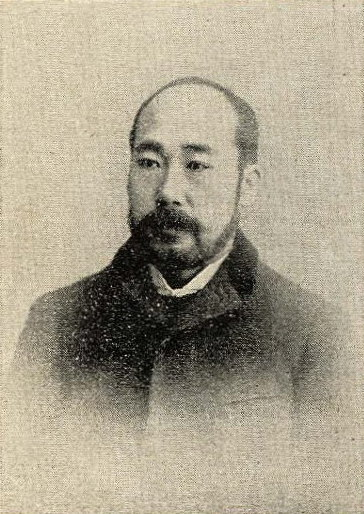
佐々友房／『明治人物評論』より

佐々 友房（さっさ ともふさ、嘉永7年1月23日（1854年2月20日） - 明治39年（1906年）9月28日）は、日本の教育者、政治家。熊本県選出衆議院議員。号は鵬洲、克堂。幼名は寅雄、坤次。

## 経歴
嘉永7年（1854年）1月23日、現在の熊本市内坪井町に肥後熊本藩士・佐々陸助（禄高：100石）の二男として生まれる。同郷に横井小楠、宮部鼎蔵がいる。
文久元年（1861年）藩校時習館に入る。肥後勤王党に属した叔父佐々淳次郎の訓育を受けて水戸学に傾倒し、藤田東湖、会沢正志斎の著書に親しんだ。また池辺吉十郎（新聞人・池辺三山の父）の門下生だった。明治3年（1871年）藩政改革により、時習館が廃止となったので、林桜園の原道館に入塾する。
明治7年（1874年）2月に江藤新平の佐賀の乱に参加しようと同志と謀っていたが、先輩に軽挙を戒められ断念した。明治8年（1875年）に水戸遊学し山田信道宅に寄食する。
明治9年（1876年）の神風連の乱には不参加だったが、明治10年（1877年）西南戦争が起こるや、かねて西郷隆盛と気脈を通じていた池辺吉十郎率いる熊本隊の一番小隊長として佐々布遠と共に薩軍に身を投じ、肥後、薩摩、日向の山野に転戦。『高瀬大会戦』を皮切りに、吉次峠と田原坂の戦いは激烈を極めたが、官軍の猛攻に対してよく守った。大口で行われた戦闘で重傷を負い、熊本隊が都城で降伏すると延岡の官軍病院に搬送された。この時までに友房は三番中隊長となっていたが、「佐々友房は将校ではない。若い一兵卒であった。上官が戦死して押し上げられただけだ」と池辺や参謀の桜田惣四郎がかばったことで死罪を免れ、宮崎の監獄に収監された。
友房は獄中で青年子弟を教育し、国家有用の人材を養うことが今日の急務であると決意し明治12年（1879年）1月に出獄すると、熊本市高田原相撲町に同心学舎を設立し建学精神を皇室中心、国家主義を建学精神とした。明治14年（1881年）2月に同心学校と改名し、明治15年（1882年）2月に濟々黌と改称する。現在の熊本県立済々黌高等学校である。濟々黌黌長であった明治21年（1888年）、熊本市昇町に濟々黌附属女学校（現在の尚絅高等学校）を開校した。池辺・桜田を始めとする薩軍として戦死した者たちの忠霊塔「丁丑感舊之碑」を、浄財を募って建立している。
友房は次いで言論界に進出した。熊本では藩校時習館の出身者で固めた学校党（熊本藩時代の保守左幕派）を軸として政治結社・紫溟会を明治14年（1881年）に結成し、翌明治15年（1882年）に「紫溟雑誌」、ついで「紫溟新報」を発刊し、佐々は顧問に名を連ねた。明治21年（1888年）「九州日日新聞」に改名し、社長を務めた。
明治22年（1889年）1月には国権主義者の古荘嘉門とともに熊本国権党を組織して佐々は党副総理に就任（党総理は古荘）。大隈条約改正に反対する谷干城・浅野長勲らの日本倶楽部に与し、第一回帝国議会が開設されると、衆議院議員に立候補し当選を果たした。以後当選回数は連続9回を数え、中央交渉会・国民協会・帝国党・大同倶楽部に属する。
大日本協会を組織して対外硬運動を展開するなどした反面、東亜同文会とも関係が深く、孫文・袁世凱・李鴻章・張之洞・大院君などの人物との接触を持ち、大陸通としても知られた。
明治39年（1906年）9月28日、52歳で没。

## 親族
織田信長のもとに使えた戦国武将、佐々成政の子孫という。弟の佐々正之（1862－1928）は明治・大正時代のジャーナリストで、日清戦争時に九州日日新聞特派員として朝鮮半島に渡り、兄とともに安達謙蔵の「漢城新聞」の創刊に加わったが、閔妃暗殺事件（乙未事変）に連座し投獄（翌年無罪放免）、漢城新聞が1906年に廃刊するまでその経営にあたった。熊本日日新聞社長、参議院議員をつとめた佐々弘雄は三男で、歴史作家の佐々克明、初代内閣安全保障室長ほかを務めた佐々淳行、婦人運動家から参議院議員になった紀平悌子は孫に当たる。
友房の弟の子孫には佐々博雄（修士。国士舘大学元教授。同大学資料室長）がおり、友房に関する研究も多く、また近現代史の分野で数多くの著作を発表、出版してきており、学部の教授陣を牽引した。